# И свет во тьме светит
«И свет во тьме светит» (также известны названия «Ночное солнце», «Отшельник», «Солнце светит даже ночью»; итал. Il sole anche di notte) — фильм братьев Паоло и Витторио Тавиани 1990 года, поставленный по повести Л. Н. Толстого «Отец Сергий». Создателями картины действие перенесено из России в Неаполитанское королевство, однако фабула произведения была сохранена.
Фильм участвовал в конкурсной программе Каннского кинофестиваля 1990 года. Композитор Никола Пьовани получил премию «Серебряная лента» Итальянского профсоюза киножурналистов.

## Сюжет

Джулиан Сэндс в роли Серджо и Патриция Милларде в роли Аурелии

Кадет Серджо Джурамондо, как один из лучших учеников, должен стать адъютантом короля Неаполя Карла VII. Однако его родители происходят из мелких дворян, что может помешать ему в высшем обществе. Король, чувствуя расположение к Серджо, сватает его к молодой герцогине Кристине Дель Карпио из знатного дворянского рода. Это должно сильно укрепить позиции Серджо при дворе короля. Познакомившись, молодые люди искренне влюбляются.
Перед самой свадьбой Серджо признаётся невесте, что сначала сблизился с ней ради карьеры, чтобы попасть в высшее общество, однако сейчас по-настоящему любит её. В свою очередь, Кристина решается рассказать ему, что целый год была любовницей короля, и только в связи с этим обстоятельством её семья приняла Серджо. 
Ошеломлённый этим известием и уязвлённый в своих чувствах, Серджо уходит в монастырь. Затем он становится отшельником, поселившись на горе вместо недавно умершего здесь монаха.
Проезжающая неподалёку скучающая женщина по имени Аурелия поспорила с друзьями, что переночует у Серджо. Ночью она пытается соблазнить его, однако Серджо, борясь с искушением, отрубил себе палец. Аурелия была потрясена его поступком. Постепенно о Серджо распространяется слава как о «святом» человеке, к нему начинают приходить паломники за благословением и страждущие избавиться от болезней. Во время очередного визита паломников к Серджо пришёл торговец со своей дочерью Матильдой, страдающей психическим расстройством. Ей удаётся соблазнить его, и наутро, проснувшись в постели с ней, Серджо убегает и начинает странствовать.

## В ролях
- Джулиан Сэндс — Серджо Джурамондо
- Настасья Кински — Кристина Дель Карпио
- Патриция Милларде — Аурелия
- Шарлотта Генсбур — Матильда
- Массимо Бонетти[итал.] — князь Сантобуоно
- Рюдигер Фоглер — король Карл
- Памела Виллорези — Джузеппина Джурамондо
- Маргарита Лосано — мать Серджо
- Сальваторе Росси[итал.] — Эудженио